# Emma Bonino
Emma Bonino (Bra, 9 marzo 1948) è una politica italiana.
Figura tra le più importanti del radicalismo liberale d'età repubblicana e del femminismo italiano, è stata eletta dal 1976 in poi in varie legislature alla Camera dei deputati e al Parlamento europeo, infine al Senato della Repubblica. Ha ricoperto la carica di commissaria europea dal 1995 al 1999, quella di Ministro del commercio internazionale e delle politiche europee nel governo Prodi II dal 2006 al 2008, di vicepresidente del Senato della Repubblica dal 6 maggio 2008 al 15 marzo 2013, e successivamente di Ministro degli affari esteri nel governo Letta dal 28 aprile 2013 al 22 febbraio 2014.
Oltre ad aver ricoperto importanti cariche nel Partito Radicale, è stata membro del comitato esecutivo dell'International Crisis Group, ideatrice e promotrice della Corte penale internazionale, delegata per l'Italia all'ONU per la moratoria sulla pena di morte, nonché fondatrice dell'organizzazione internazionale Non c'è pace senza giustizia per l'abolizione delle mutilazioni genitali femminili.

## Biografia
Emma Bonino è nata il 9 marzo 1948, secondogenita di Filippo Bonino e Catterina Barge. Vive i suoi primi anni in una fattoria nelle campagne di Bra, in provincia di Cuneo. Nel 1954 la famiglia lascia l'azienda agricola e si trasferisce a Bra dove il padre intraprende un commercio di legname, raggiungendo presto una buona stabilità economica.
Nel 1967 dopo aver ottenuto la maturità classica al liceo Gandino della sua città, Bonino si sposta a Milano per frequentare il corso di Lingue e letterature straniere presso l'Università commerciale Luigi Bocconi, dove si laurea nel 1972 con una tesi sull'autobiografia di Malcolm X. Nel 2019, riceve una laurea ad honorem in Scienze Politiche da parte dell'Università degli Studi Internazionali di Roma.
È stata nominata professoressa emerita all'Università Americana del Cairo
È attualmente editorialista de Il Riformista e Linkiesta. In passato ha collaborato con Left e Il Sussidiario.

## Attività politica

### Primi anni

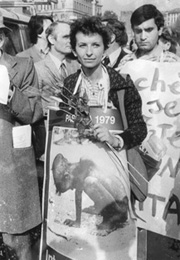
Emma Bonino durante una marcia contro lo sterminio per fame nel mondo nel 1979.

Emma Bonino inizia a fare politica nel 1975 quando, dopo essere stata tra le persone che hanno fondato il Centro d'informazione sulla sterilizzazione e sull'aborto, si autoaccusa del reato di procurato aborto.
Nell'anno successivo, il 1976, il Partito Radicale si presenta per la prima volta alle elezioni politiche, ed Emma Bonino, capolista alla Camera in molte circoscrizioni, viene eletta a soli 28 anni con 12.855 preferenze nella circoscrizione Roma-Viterbo-Latina-Frosinone, assieme ad altri tre radicali (Marco Pannella, Mauro Mellini e Adele Faccio).
Nel 1978, a seguito delle rivelazioni di un'inchiesta giornalistica clamorosa, il Presidente della Repubblica in carica Giovanni Leone fu costretto alle dimissioni perché gravemente sospettato di corruzione. Emma Bonino fu una tra i principali soggetti collaboratori di questa campagna, ma poi ritornò sulle sue posizioni. In occasione del novantesimo compleanno di Leone, festeggiato al Senato nel 1998, Emma Bonino volle incontrarlo personalmente per consegnargli una lettera di scuse per le accuse rivoltegli in quegli anni.

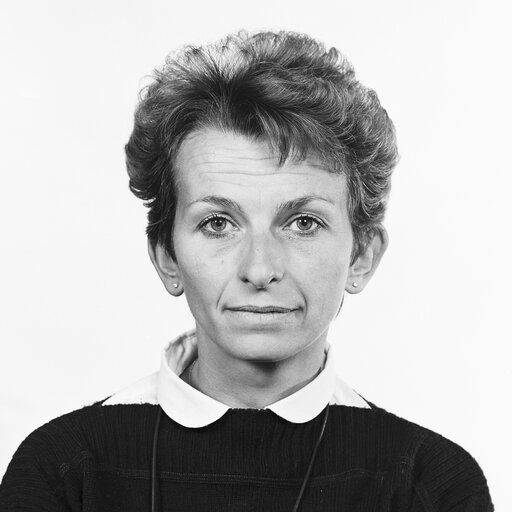
Ritratto di Emma Bonino al Parlamento Europeo

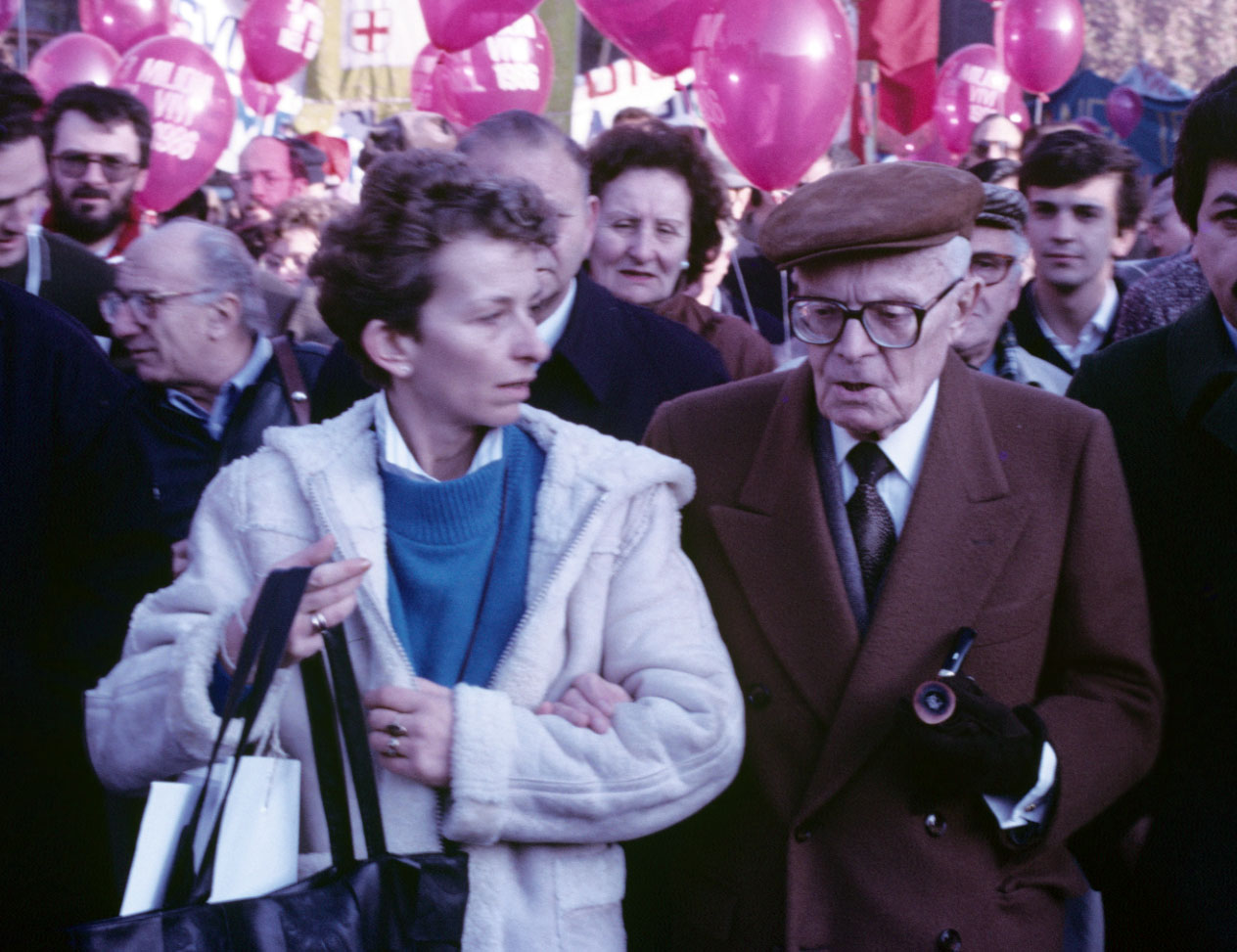
Bonino con Sandro Pertini alla Marcia per la pace di Roma nel 1985.

Alle elezioni politiche del 1979 è rieletta alla Camera per il Partito Radicale nella medesima circoscrizione con 33.595 preferenze. Un mese dopo, alle elezioni europee del 1979 è eletta al Parlamento Europeo per il Partito Radicale nella circoscrizione Italia nord-occidentale con 51.445 preferenze.
Tra il 1980 e il 1981, oltre a promuovere diverse campagne per i referendum e per i diritti civili nell'Europa dell'Est, comincia a lavorare per l'istituzione di una Corte penale internazionale, oggi arrivata a compimento.
Nel 1981 Emma Bonino promuove un appello contro lo sterminio per fame e contribuisce a fondare l'associazione Food and Disarmement International, con lo scopo di coordinare le attività e le iniziative d'informazione internazionale su questo fronte, di cui dopo qualche anno diventerà segretaria. In tale veste nel 1986 organizza un Convegno Internazionale che lancia il "Manifesto dei Capi di Stato contro lo sterminio per fame e in difesa del diritto alla vita e della vita del diritto". Nello stesso anno, in occasione di un incontro ufficiale con papa Giovanni Paolo II, illustra in Vaticano le iniziative per combattere la fame.
Alle elezioni politiche del 1983 è rieletta alla Camera per il Partito Radicale nella circoscrizione Milano-Pavia con 6.090 preferenze.
Alle elezioni europee del 1984 è rieletta al Parlamento Europeo per il Partito Radicale nella circoscrizione Italia nord-occidentale con 28.319 preferenze.
Alle elezioni regionali in Piemonte del 1985 si candida con la Lista Verde Civica nelle province di Alessandria, Asti e Cuneo, ma non è eletta avendo ottenuto le rispettive 249, 209 e 716 preferenze.

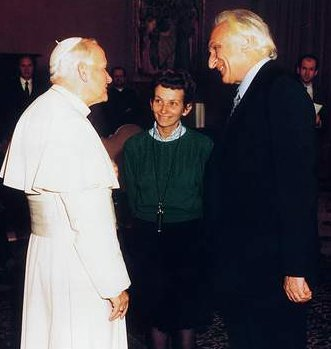
Bonino con Marco Pannella incontrano Giovanni Paolo II nel 1986 in occasione dell'inizio della campagna radicale contro la fame nel mondo.

Nel gennaio 1987 manifesta a Varsavia contro la dittatura comunista del generale Wojciech Jaruzelski e in favore di Solidarność. Viene arrestata ed espulsa dalla Polonia.
Alle elezioni politiche del 1987 è rieletta alla Camera per il Partito Radicale nella circoscrizione Catania-Messina-Siracusa-Ragusa-Enna con 7.054 preferenze.
Nel 1989 diviene presidente del Partito Radicale Transnazionale, carica che ricopre fino al 1993.
Alle elezioni regionali in Piemonte del 1990 si candida per la Lista Antiproibizionista sulla Droga, venendo eletta nella circoscrizione di Torino con 4.451 preferenze in consiglio regionale del Piemonte. Nello stesso anno è eletta consigliere comunale di Bra con il Partito Radicale.
A novembre 1990, per denunciare la legge degli USA che richiede la prescrizione medica per la vendita di siringhe, si fa arrestare a New York, mentre distribuisce siringhe sterili.
Nel maggio 1991 è la prima firmataria di una mozione che, dopo essere stata approvata dalla Camera dei deputati, impegna il governo a impedire la proliferazione delle armi non convenzionali e in particolare delle mine antiuomo.
Alle elezioni politiche del 1992 viene rieletta alla Camera per la Lista Pannella nella circoscrizione Roma-Viterbo-Latina-Frosinone con 3.240 preferenze. Era stata candidata anche al Senato per la circoscrizione Lombardia, ma non era stata eletta.
Nel 1993 promuove una campagna a favore dell'istituzione del Tribunale penale internazionale per l'ex-Jugoslavia, consegnando al Segretario Generale delle Nazioni Unite Boutros Boutros-Ghali un appello firmato da 25 000 persone in tutto il mondo.
Nel 1993 è tra le persone che fondano Non c'è pace senza giustizia. Con tale associazione si dà l'obiettivo di sostenere l'attività del Tribunale ad hoc sulla ex Jugoslavia e di promuovere la creazione di una Corte penale internazionale permanente, competente ad accertare e giudicare nel mondo intero “i crimini contro l'umanità, crimini di guerra e genocidio”.
Sempre nel 1993 incontra il Dalai Lama e con lui tiene una conferenza stampa per il lancio di una mobilitazione per i diritti e la libertà del popolo tibetano e per la democrazia in Cina. Nello stesso anno diventa segretaria del Partito Radicale Transnazionale.
Nel 1994 viene nominata capo della delegazione del Governo Italiano all'Assemblea Generale delle Nazioni Unite per l'iniziativa della "Moratoria sulla Pena di morte".

### Commissaria europea '95/99
Alle elezioni politiche del 1994 viene eletta deputata con il 39,50% nel collegio uninominale Padova - Selvazzano Dentro, sostenuta dalla coalizione di centrodestra, superando Guido Petter dei Progressisti (27,53%), Elisabetta Gardini del Patto per l'Italia (20,63%) e Franco Perlasca di Alleanza Nazionale (12,33%). Dopo l'elezione entra a far parte del gruppo parlamentare di Forza Italia.

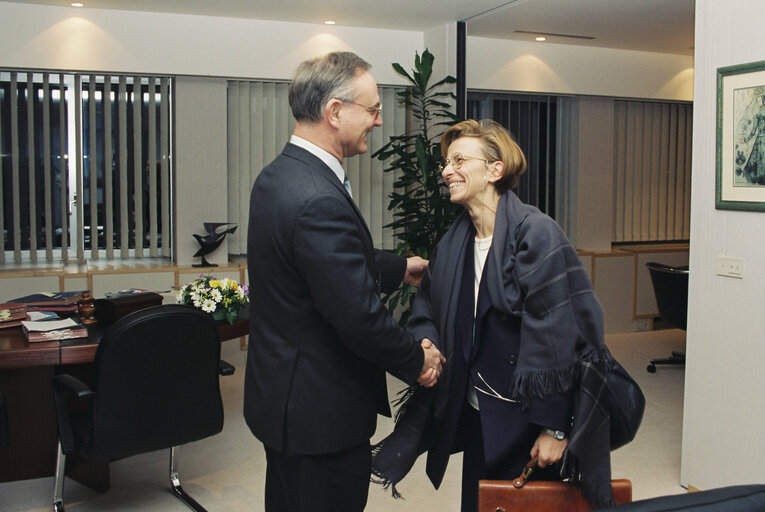
Emma Bonino incontra Klaus Hänsch come Commissaria Europea.

Alle elezioni europee del 1994 è candidata al Parlamento Europeo per la lista Pannella-Riformatori in tutte le circoscrizioni, venendo eletta nella circoscrizione Italia nord-occidentale con 23.933 preferenze, ma rinunciando al seggio, che andrà a Gianfranco Dell'Alba.
Nel gennaio 1995 viene indicata dal primo governo Berlusconi come Commissaria Europea e le vengono assegnati i portafogli della politica dei consumatori, della politica della pesca e dell'Ufficio Europeo per l'Aiuto Umanitario d'Urgenza (European Community Humanitarian Office, noto anche come ECHO).
Il 26 gennaio 1995, quarantotto ore dopo il suo insediamento, parte per l'ex Jugoslavia, recandosi a Sarajevo e a Mostar, primo membro della Commissione europea a mettere piede in Bosnia ed Erzegovina dall'inizio della guerra, con la volontà di denunciare l'impotenza dell'Europa e il disinteresse dell'ONU dinanzi al protrarsi del conflitto e all'allargarsi della "pulizia etnica". In un articolo per il Corriere della Sera scrive:
In ogni caso il suo schierarsi a favore dell'intervento militare in Kosovo le alienerà il supporto di parte del mondo nonviolento e pacifista.
Nel febbraio 1995, dopo che un peschereccio spagnolo viene intercettato a cannonate dalla marina militare canadese e sequestrato con l'intero equipaggio, Emma Bonino accusa il Canada di "un atto di pirateria internazionale".
In seguito, in quanto responsabile dell'ECHO, promuove e guida diverse missioni umanitarie.

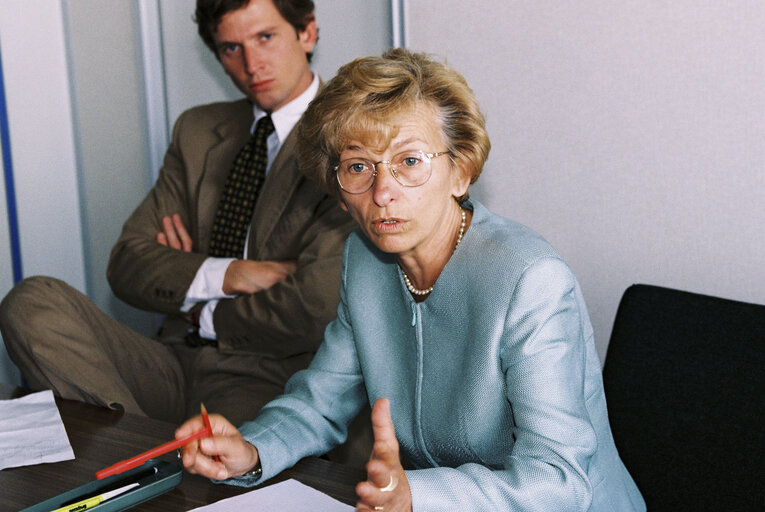
Emma Bonino nel 1996.

Nel 1996, all'indomani del genocidio in Ruanda, compie diversi viaggi nella regione dei Grandi Laghi in Africa per sostenere il diritto dei profughi all'assistenza umanitaria, per ribadire l'impegno finanziario dell'Europa e per invocare, tuttavia invano, un intervento politico urgente da parte dell'ONU o delle grandi potenze.
Nello stesso periodo visita la Somalia, un paese in quel momento allo stremo e nuovamente in mano ai signori della guerra, durante il quale il suo convoglio subisce un attacco armato da parte dei guerriglieri di Aidid. Subito dopo si reca nel Sudan, sfidando l'embargo imposto dal regime di Khartoum, allo scopo di riaprire il corridoio umanitario per le vittime di una crisi ‘dimenticata’, fra il Nord e il Sud del paese.

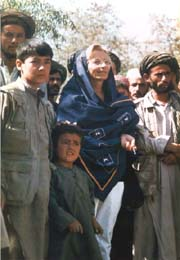
Emma Bonino durante una missione a Kabul nel 1997.

Nel 1997, svolge una missione nel Kurdistan iracheno, paese allora colpito dalle sanzioni economiche, e in Afghanistan dove si reca per denunciare il regime dei Talebani.
Qui viene arrestata e detenuta in carcere per alcune ore dalla "milizia per la repressione del vizio e la promozione della virtù" assieme alla sua delegazione. Le reazioni furono durissime: il vicesegretario del Consiglio d'Europa, Hans Khristian Krueger definì il suo arresto "scandaloso e intollerabile" e il ministro degli Esteri tedesco Klaus Kinkel addirittura "infame".
Di rientro da Kabul, decide di lanciare la campagna "Un fiore per le donne di Kabul" contro ogni discriminazione e per consentire l'accesso agli aiuti umanitari da parte delle donne afghane.
Sempre nel 1997, essendone tra le principali promotrici, firma, per conto della Commissione europea, la Convenzione di Ottawa contro le mine antiuomo.
Nel 1998, Emma Bonino è particolarmente attiva nella mediazione della crisi in Guinea-Bissau, come pure nel monitorare l'intervento umanitario in Sierra Leone e nel Kosovo, prima e dopo l'intervento della NATO nel 1999. Nel giugno dello stesso anno, guida la delegazione della Commissione europea alla conferenza internazionale di Roma per la Corte penale internazionale, contribuendo a ottenere, dopo una lunga negoziazione, le 60 firme necessarie alla ratifica, nonostante l'opposizione degli USA.
Sempre nel 1998, scrive con Marco Pannella una lettera di scuse all'ex Presidente della repubblica Giovanni Leone per scusarsi riguardo ai duri attacchi politici fatti dai Radicali vent'anni prima.
Dopo la fine del mandato da commissario Bonino torna alla politica nazionale, pur continuando a esprimersi su argomenti europei. Nell'ottobre 2011 firma la lettera promossa da George Soros in favore di un rafforzamento dell'Unione europea nella crisi dell'euro.

#### Bonino contro Arlacchi
Nel 1998 Emma Bonino criticò fortemente l'operato dell'alto commissario delle Nazioni Unite per il controllo delle droghe e la prevenzione del crimine, Pino Arlacchi. Il piano Arlacchi prevedeva sia sussidi agli agricoltori in cambio della riconversione delle piantagioni di sostanze illegali, sia la promozione dell'istruzione nell'uso di altre colture, e in generale interventi tesi a diminuire la dipendenza dei contadini dai signori della guerra.
Bonino accusava inoltre Arlacchi di trattare con il regime dei talebani di Kabul in cambio del loro impegno a cessare la coltivazione di papaveri da oppio nella zona meridionale del Paese.
Su questa questione, il 13 febbraio il Parlamento europeo adottò all'unanimità una risoluzione in cui, oltre a reiterare la sua ferma condanna del regime dei talebani, esprimeva preoccupazione per l'accordo concluso dall'UNDCP di Pino Arlacchi con i Talebani, e chiedeva di sospendere tutti i programmi di cooperazione con loro.
Arlacchi rispose quindi con una lettera inviata al presidente della Commissione europea Jacques Santer chiedendo di prendere sanzioni contro Bonino che si era schierata così apertamente contro il suo operato. Per tutta risposta Santer difese la stessa Bonino e sottolineò anche come la giustificazione addotta da Arlacchi, che sosteneva che l'accordo da lui siglato in Afghanistan sarebbe servito a "consentire allo staff dell'ONU di lavorare nelle zone di produzione della droga", fosse quantomeno azzardata, poiché poco dopo tutte le agenzie dell'ONU, compresa l'UNDCP, si dovettero ritirare dall'Afghanistan meridionale (dopo che un funzionario era stato aggredito da un dignitario talebano): "questo dimostra - aggiunse Santer -, se necessario, che non vi è nulla di insultante nel sollevare dubbi sulla sostenibilità dei programmi finanziati dall'ONU".
In seguito, nel 2001 il parlamento europeo ridusse di 2/3 il finanziamento del fondo contro la droga gestito da Arlacchi, con una decisione legata alla presunta mala gestione del Fondo e alla richiesta di revisione dei meccanismi di funzionamento del Fondo stesso. Da quel momento, con l'inizio della guerra in Afghanistan la produzione di oppio è cresciuta costantemente.
Il 5 marzo 2007 la Rosa nel Pugno ribadisce la sua convinzione dell'inutilità di quella parte della strategia di Arlacchi che prevede di pagare i contadini per aiutarli ad abbandonare l'oppio per passare ad altre colture, e rilancia proponendo (con l'appoggio di altre forze politiche) che il governo italiano avvii un programma sperimentale per l'acquisto dell'oppio afgano, per utilizzarlo nella produzione di farmaci per la terapia del dolore.

#### Fine del mandato
Il 15 marzo 1999, assieme al resto della Commissione Santer, si dimette, per le accuse di frode e malagestione nei confronti del commissario Édith Cresson, che, rifiutandosi di dimettersi, costringe l'intera Commissione a una dimissione collettiva.

### Lista Emma Bonino

Logo della Lista Emma Bonino.

Nel giugno 1999 partecipa alle elezioni europee con la Lista Emma Bonino, ottenendo uno storico 8,5% e risultando in quel momento la quarta forza politica nazionale. È eletta nella circoscrizione Italia nord-occidentale con 421.770 preferenze.
Alle elezioni regionali in Piemonte del 2000 è candidata presidente della Regione dalla lista Pannella-Bonino, ottenendo il 5,74%, è comunque eletta consigliere regionale per la provincia di Torino con 10.503 preferenze, ma rinuncia al seggio.
Nel giugno 2000 presenta una proposta di risoluzione che denuncia la crudele pratica delle mutilazioni genitali femminili, praticata in alcuni paesi africani e in parte dell'Egitto ma anche fra le comunità immigrate in Europa.
Nell'ottobre 2000 è al centro di alcune polemiche per l'utilizzo massiccio di messaggi di posta elettronica e SMS non desiderati a fini promozionali, con una campagna di spam ripetuta in diverse occasioni fino a quando, nel febbraio 2001, un pronunciamento dell'Autorità Garante per la Privacy chiarisce che la pratica con cui erano stati raccolti e utilizzati gli indirizzi di posta è illegale.
Alle elezioni politiche del 2001 è stata candidata al Senato nel collegio Milano 1 per la lista Pannella-Bonino, ottenendo il 9,48% e non risultando eletta.

#### In Medio Oriente
Nel dicembre 2001, in seguito all'insuccesso della sua lista alle elezioni politiche di quell'anno, si trasferisce al Cairo con l'obiettivo di studiare la lingua e la cultura araba. Inaugura nel marzo 2003 una rassegna quotidiana di stampa araba, in onda su Radio Radicale.
Nello stesso periodo inaugura la campagna contro le mutilazioni genitali femminili, intitolata "StopFgm", per dare appoggio e visibilità internazionali alla lotta combattuta da decenni dalle donne africane.
A novembre 2002, in rappresentanza del governo italiano, Emma Bonino partecipa a Seul alla seconda conferenza ministeriale della "Community of Democracies", un'unione di Stati che si sono dati l'obiettivo di lavorare per la creazione di una "Organizzazione Mondiale della Democrazia", al fine di rafforzare le libertà civili e politiche nel mondo.
Nel gennaio 2004 organizza a Sana'a, con l'organizzazione non governativa Non c'è pace senza giustizia", la prima "Conferenza Intergovernativa Regionale su Democrazia, Diritti Umani e sul ruolo della Corte penale internazionale", un'assoluta novità per un paese arabo. Alle elezioni europee del 2004 viene rieletta al Parlamento europeo per la Lista Emma Bonino nella circoscrizione Italia nord-orientale con 50.821 preferenze, iscrivendosi al gruppo dell'ALDE. Il 17 giugno 2004 viene inoltre insignita dell'Open Society Prize annuale da George Soros.
Nel 2005 torna in Afghanistan in veste ufficiale, questa volta come Capo delegazione della Missione degli osservatori elettorali dell'Unione europea alle elezioni parlamentari e provinciali.
Fino al 2006 rimane membro della Commissione per gli affari esteri; della Commissione per i bilanci; della Sottocommissione per i diritti dell'uomo; della Delegazione alla commissione parlamentare mista UE-Turchia; della Delegazione all'Assemblea parlamentare Euromediterranea; vicepresidente della Delegazione per le relazioni con i paesi del Mashreq.

### Rosa nel Pugno

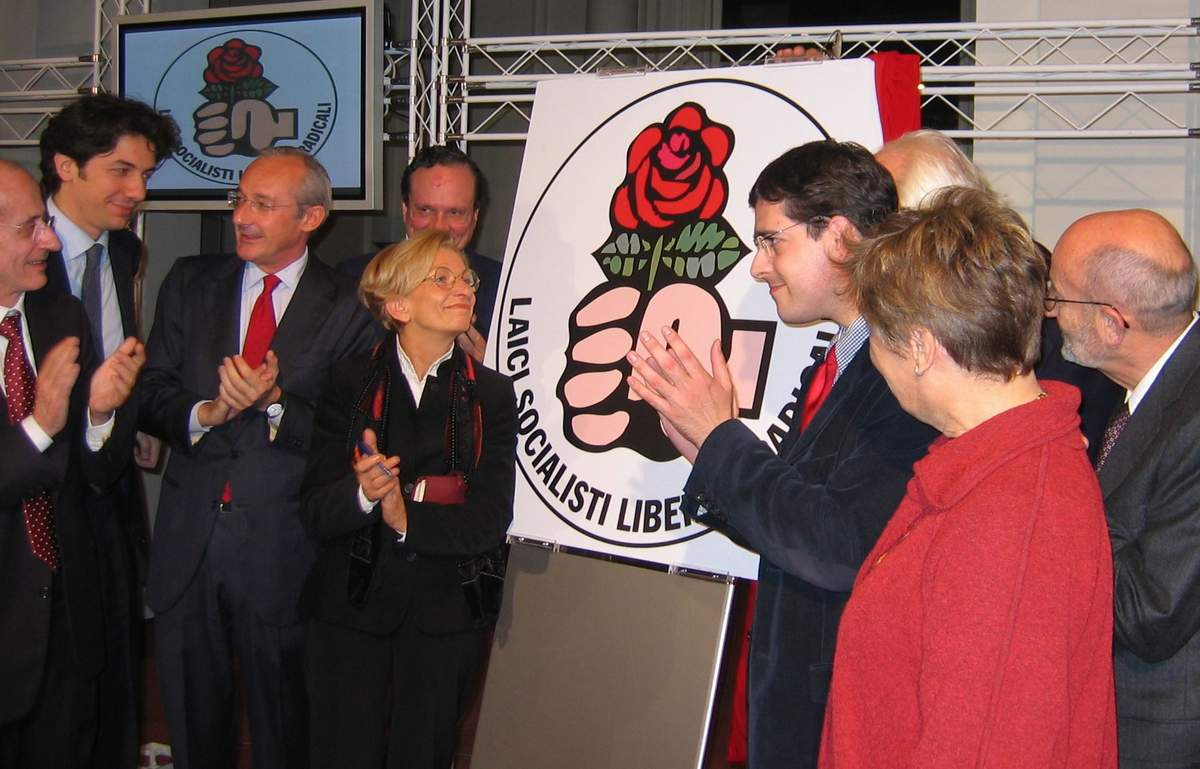
Bonino con gli altri dirigenti della Rosa nel Pugno durante la presentazione del simbolo.

Dopo un decennio trascorso con posizioni inizialmente vicine alla Casa delle Libertà di Silvio Berlusconi, pur con molti distinguo, e poi di opposizione a entrambi i poli, alle Elezioni politiche del 2006 si presenta con la lista della Rosa nel Pugno, un nuovo partito nato dall'unione di Radicali Italiani e Socialisti Democratici Italiani di Enrico Boselli.
Il nuovo partito ottiene un deludente 2,6%, una percentuale largamente inferiore alla somma degli elettorati attribuibili a Radicali Italiani e Socialisti Democratici Italiani, ma sufficiente a far eleggere 18 parlamentari, tra cui la stessa Emma Bonino, che rientra nel Parlamento Italiano dopo 12 anni nella circoscrizione Veneto 2. Il 27 aprile 2006, infatti, opta per il Parlamento Italiano e si dimette da quello Europeo.
In occasione delle elezioni amministrative dello stesso anno a Roma, Emma Bonino si candida come capolista della Rosa nel Pugno, nella coalizione che sostiene la candidatura del sindaco uscente Walter Veltroni, ottenendo 1.674 preferenze e non risultando eletta.

#### Ministra per il commercio internazionale e per le politiche europee

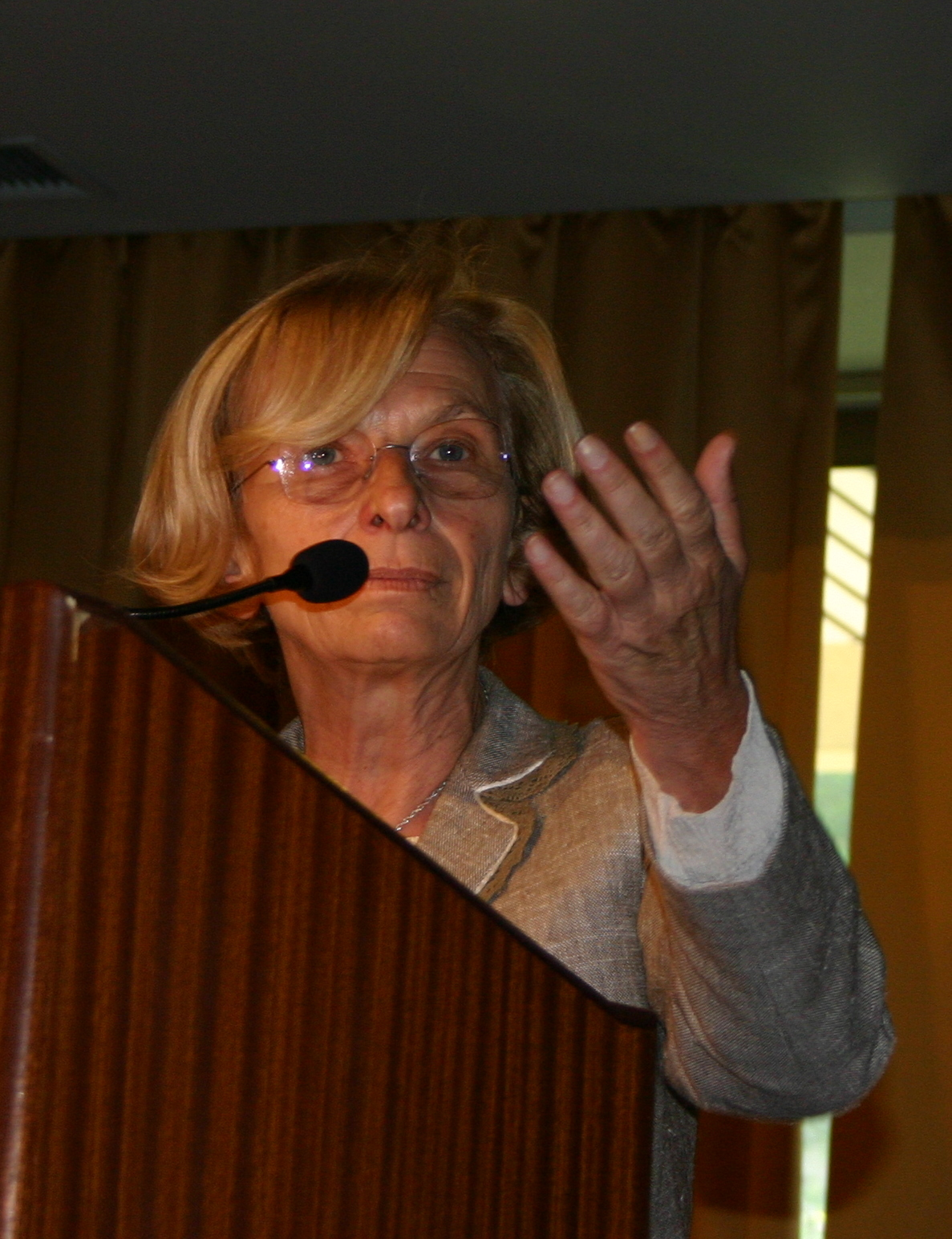
Bonino al Congresso nazionale dell'Arcigay di Milano l'11 maggio 2007.

Nei giorni immediatamente precedenti alla formazione del secondo governo Prodi, Bonino chiese l'incarico di ministro della difesa, che in quel momento sembrava destinato a Clemente Mastella, al quale poi venne assegnato il dicastero della Giustizia: al termine di varie riunioni, l'esponente radicale entra a far parte del secondo esecutivo guidato da Prodi in qualità di Ministro del commercio internazionale e delle politiche europee. Per la prima volta nella storia un esponente radicale diventa ministro.

### Vicepresidente del Senato

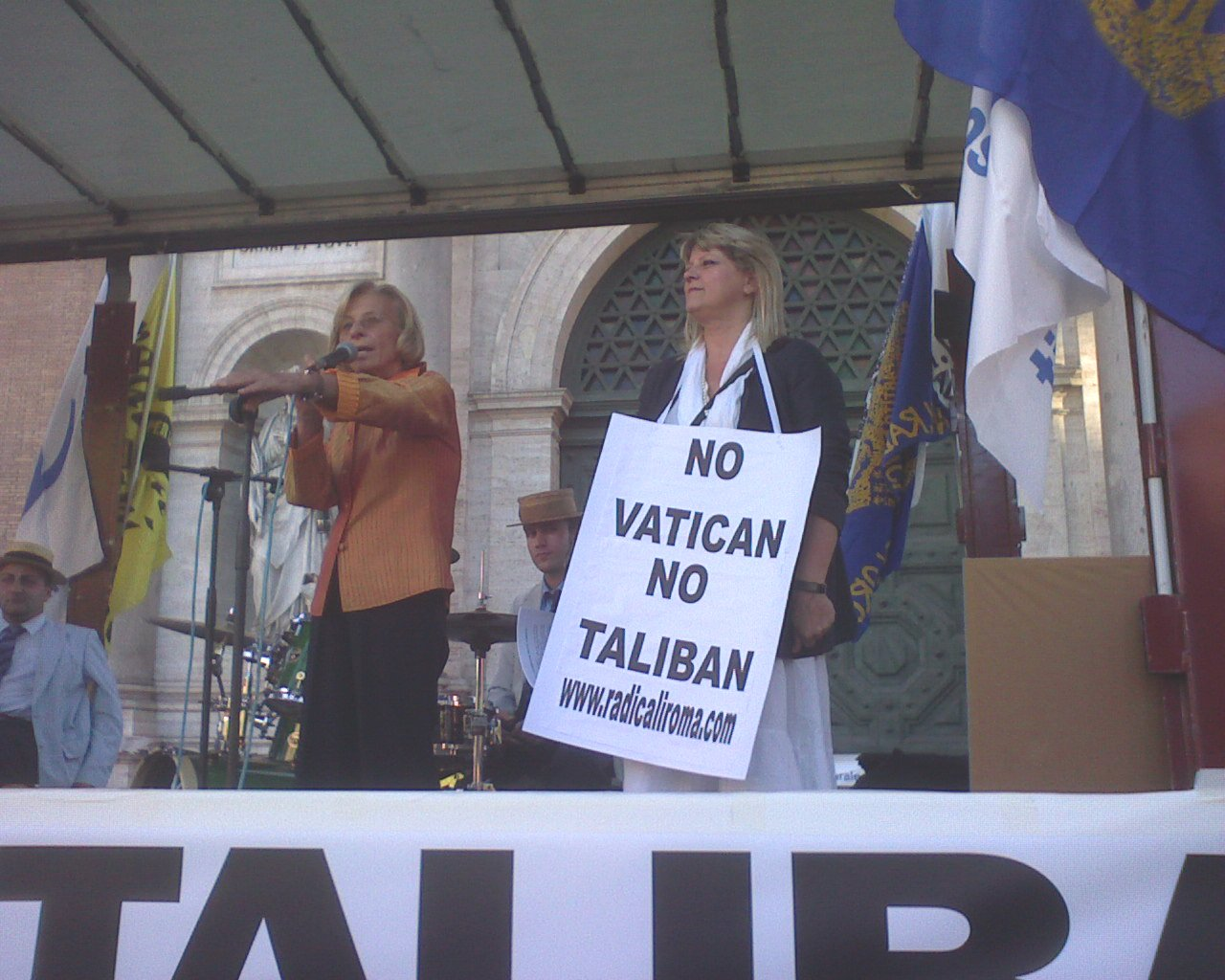
Emma Bonino alla manifestazione No Vatican. No Taliban nel 2007.

In occasione delle elezioni politiche del 13 e 14 aprile 2008 viene candidata ed eletta al Senato della Repubblica come capolista del Partito Democratico nella circoscrizione Piemonte, in base a un accordo fra democratici e Radicali, all'interno della delegazione Radicale nel PD. Il 6 maggio 2008 viene eletta vicepresidente del Senato della Repubblica con 107 voti a favore.
Alle elezioni europee del 2009 è candidata in tutte le circoscrizioni dalla lista Marco Pannella-Emma Bonino, ma non è eletta, in virtù del 2,43% ottenuto a livello nazionale, nonostante il massimo di 72.051 preferenze nella circoscrizione Italia nord-occidentale.

#### Campagna per l'equiparazione dell'età pensionabile
Negli anni successivi alla sua elezione come vicepresidente del Senato, Emma Bonino promuove un'importante campagna per l'equiparazione e l'innalzamento dell'età minima pensionabile delle donne a quella degli uomini in Italia.
Per questa campagna ha curato e pubblicato, nel marzo 2009, un libro sull'innalzamento e l'equiparazione dell'età pensionabile delle donne, dal titolo "Pensionata sarà lei - Le donne, la parità e la crisi economica" (Rubbettino editore).
La campagna si concluderà positivamente, portando il recepimento l'equiparazione dell'età pensionabile femminile a quella maschile nella riforma Fornero del 2012.

#### Candidatura alla Presidenza della Regione Lazio e della Repubblica

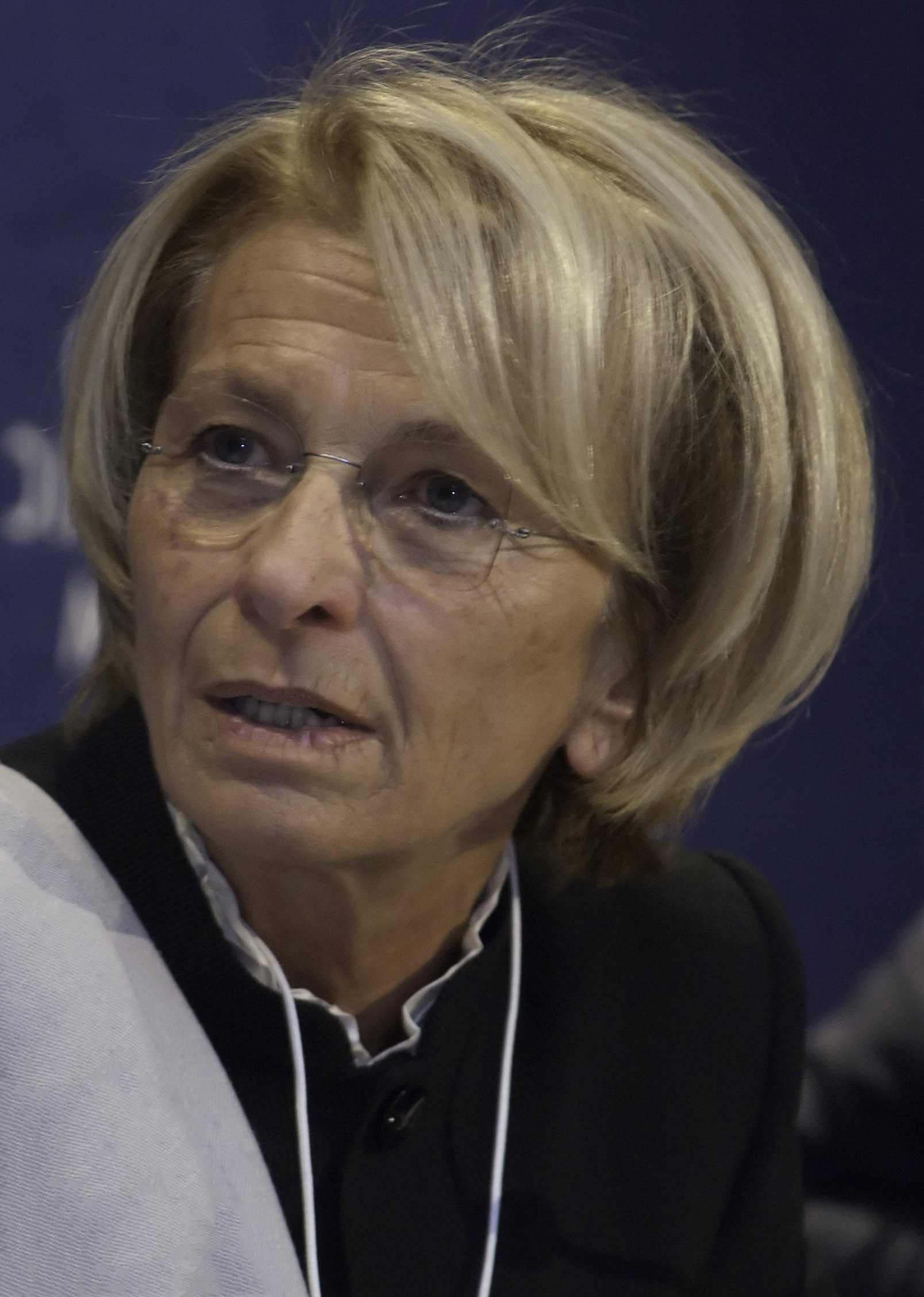
Emma Bonino al World Economic Forum nel 2010.

Nel gennaio 2010 lancia la propria candidatura alla presidenza della Regione Lazio, appoggiata dai Radicali e solo successivamente anche dal Partito Democratico e dagli altri partiti del centro-sinistra.
Le elezioni la vedono sconfitta per 2,8 punti percentuali dalla candidata del Popolo della Libertà Renata Polverini (48,32% contro 51,14%): secondo la legge, Emma Bonino aveva diritto a sedere nel Consiglio Regionale del Lazio, ma decide di rinunciare per mantenere il seggio al Senato della Repubblica.
Nel 2011 è l'unica italiana inclusa dalla rivista statunitense Newsweek nell'elenco delle "150 donne che muovono il mondo".
Alle elezioni politiche del 2013 viene ricandidata alla Camera in più circoscrizioni nella lista "Amnistia Giustizia Libertà", ma non viene rieletta, dato lo 0,19% dei voti raccolti a livello nazionale. Nello stesso anno si candida a consigliere regionale nelle elezioni regionali in Lazio con Amnistia Giustizia Libertà e in Basilicata con La Rosa nel Pugno, ma in nessuno dei due casi è eletta, avendo le liste conseguito rispettivamente lo 0,45% e lo 0,49%.
A fine anni novanta del XX secolo era stato pubblicato un sondaggio secondo il quale un'alta percentuale degli individui intervistati avrebbe eletto Emma Bonino come presidente della Repubblica Italiana. Messi dei gazebo in tutte le piazze italiane per raccogliere firme, intellettuali e persone dello spettacolo si mobilitarono per dare il proprio appoggio. Un vasto movimento d'opinione si attivò per spingere la candidatura di una presidente della Repubblica donna, laica, liberale, liberista, libertaria.
Nel febbraio 2013, in vista della scadenza del mandato di Giorgio Napolitano, riemerge il nome di Emma Bonino come possibile Presidente della Repubblica, sostenuta dallo stesso Presidente del Consiglio uscente Mario Monti. Nello stesso periodo ottiene l'appoggio di Furio Colombo, dell'ex ministro del PdL Mara Carfagna, del vicepresidente del PD Ivan Scalfarotto, del senatore finiano eletto con Scelta Civica Benedetto Della Vedova e del senatore leghista Massimo Garavaglia.
Il 14 aprile 2013 il Partito Socialista propone ufficialmente Emma Bonino come sua candidata alla presidenza della Repubblica con una lettera del segretario Riccardo Nencini ai grandi elettori, mentre il Movimento 5 Stelle include Emma Bonino tra le sue candidature alle consultazioni cosiddette "quirinarie".
Un sondaggio di IPR Marketing del 4 aprile 2013 dà Emma Bonino al 32% di preferenze, contro il 26% di Mario Draghi e il 19% di Stefano Rodotà. È prima anche nel sondaggio SWG del 5 aprile e in quelli lanciati al riguardo da L'Espresso, Corriere Della Sera e Il Sole 24 Ore. È la favorita anche per gli allibratori, che a pochi giorni dalla elezione la danno a 2.50 (seguita da Mario Monti a 3.20 e Romano Prodi a 3.80).
Nasce nel contempo un comitato Emma Bonino Presidente sul web, che ottiene le adesioni di importanti nomi del mondo della cultura e dello spettacolo (come Sergio Castellitto, Margherita Hack, Marco Bellocchio, Luca Argentero, Geppi Cucciari, Renzo Arbore, Achille Occhetto, Luca Barbareschi, Imma Battaglia, Toni Garrani, Remo Girone).

### Ministro degli affari esteri

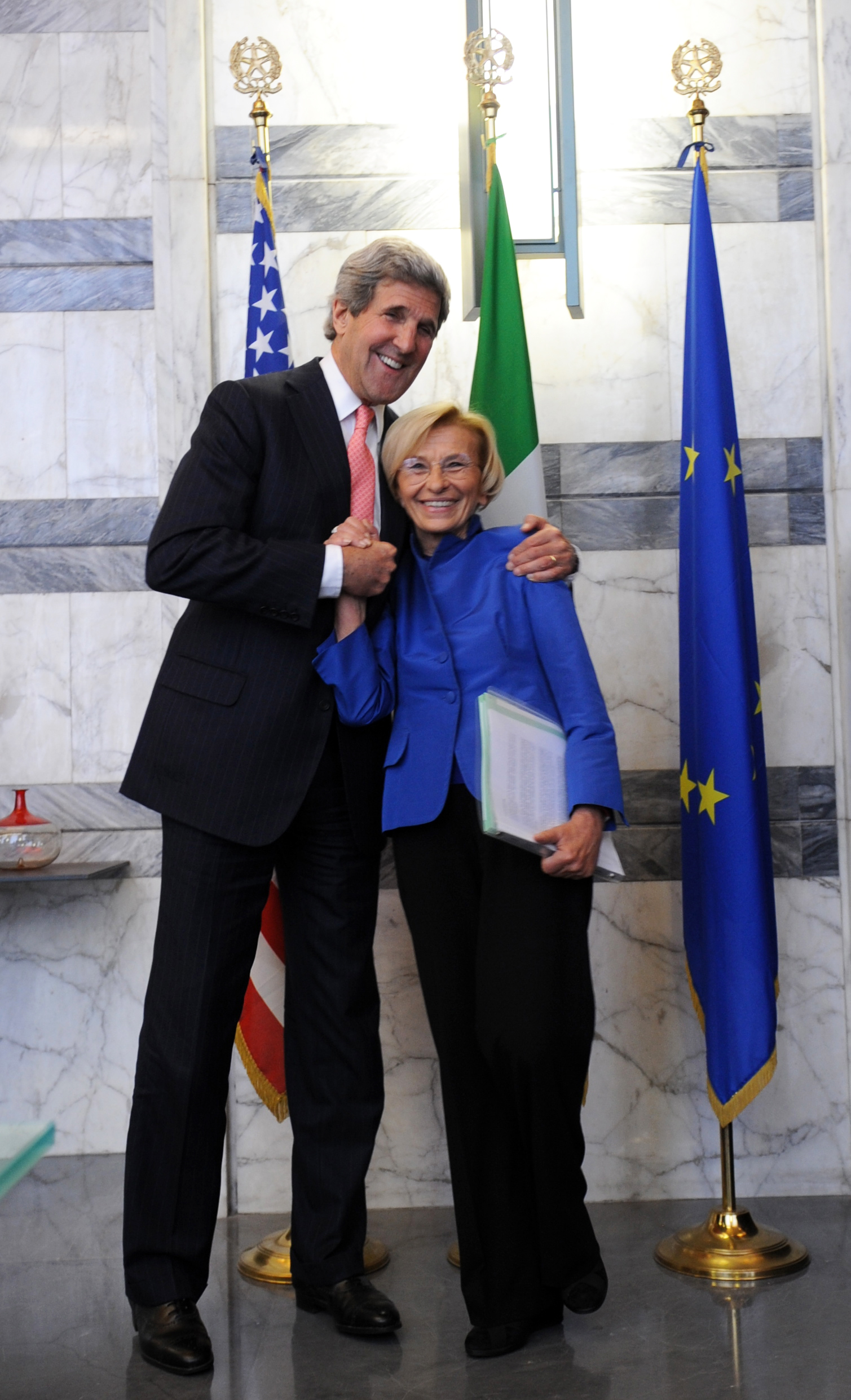
Bonino con il Segretario di Stato statunitense John Kerry nel 2013

Con la nascita del governo di larghe intese guidato da Enrico Letta, il 28 aprile 2013 Bonino giura nelle mani del Presidente della Repubblica Giorgio Napolitano come Ministra degli affari esteri, entrando in carica nell'ambito del governo Letta tra PD, Il Popolo della Libertà, Unione di Centro e Scelta Civica. È la seconda donna a ricoprire questo incarico, dopo Susanna Agnelli nel governo Dini.
In relazione al caso legato all'espulsione dall'Italia della moglie di Mukhtar Ablyazov, Alma Şalabaeva, e della loro figlia, nel luglio 2013 alcuni organi di stampa chiesero a Bonino di dimettersi dall'incarico di ministro degli esteri. Bonino respinse l'ipotesi di dimissioni, sostenendo che sarebbe stato un gesto inutile. La Farnesina continuò a lavorare e, alla fine, Alma Şalabaeva ottenne un visto Schengen per poter lasciare il Kazakistan; all'arrivo a Fiumicino, ringraziò l'Italia e Emma Bonino.
Il nuovo Presidente del Consiglio Matteo Renzi non la conferma come ministro e le preferisce al suo posto Federica Mogherini. La segreteria del Partito Democratico spiega l'accaduto con una valutazione negativa sull'operato dell'ex ministro e vedendo nell'avvicendamento una volontà di discontinuità.
Il 25 ottobre 2015 ad Emma Bonino viene conferito il "Fred Cuny Award for the Prevention of Deadly Conflict" dello "International Crisis Group". Il riconoscimento le viene consegnato da George Soros, membro onorario dello ICG.
Durante un incontro presso Casa Santa Marta del febbraio 2016, papa Francesco ha indicato Emma Bonino come una "grande dell'Italia di oggi" in quanto "persona che conosce meglio l'Africa". Accanto a Emma Bonino il papa ha citato l'ex presidente della Repubblica Italiana, Giorgio Napolitano e l'allora sindaco di Lampedusa, Giusi Nicolini.

### La lista "+Europa" e ritorno in Senato

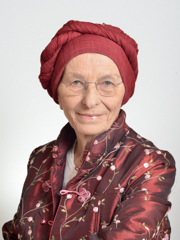
Emma Bonino rieletta al Senato nel 2018 per +Europa

L'11 febbraio 2017 è stata presente a Milano al lancio di "Forza Europa" di Benedetto Della Vedova con il quale successivamente organizza alcune iniziative con la partecipazione, tra gli altri di: Enrico Letta, il ministro dello Sviluppo Economico Carlo Calenda, l'ex sindaco di Milano Giuliano Pisapia, Angelo Bonelli (coordinatore dei Verdi) e Roberto Saviano.
Insieme ai radicali Riccardo Magi (segretario) e Antonella Soldo (presidente), il 23 novembre 2017 presenta a Roma la lista elettorale "+Europa con Emma Bonino", formazione europeista nata dalla convergenza con la lista di Della Vedova. Questi ultimi il 5 dicembre manifestano di fronte a Palazzo Chigi per chiedere una norma che modifichi le regole sulla raccolta firme necessarie a presentarsi alle imminenti elezioni politiche. Di fronte alla minaccia di Bonino di non partecipare alla coalizione di centro-sinistra, il 4 gennaio Bruno Tabacci mette a disposizione il simbolo di Centro Democratico così da esentare "+ Europa" dalla raccolta firme avendo lui formato un gruppo in Parlamento dopo le elezioni del 2013. Viene candidata dalla coalizione di centro-sinistra per il Senato al collegio uninominale Lazio - 01 (Roma - Quartiere Gianicolense), dove viene eletta con il 38,91% delle preferenze, superando Federico Iadicicco del centrodestra (32,10%) e Claudio Consolo del Movimento 5 Stelle (18,81%). Si iscriverà al Gruppo misto dato che è l’unica eletta della lista al Senato mentre alla Camera sono stati eletti Magi e Tabacci oltre a Alessandro Fusacchia (eletto nella circoscrizione Estero). La lista ha partecipato anche alle elezioni regionali sempre il 4 marzo conquistando un seggio con la vittoria di Nicola Zingaretti nel Lazio mentre in Lombardia il posto è stato ceduto al candidato presidente Giorgio Gori vista la sconfitta.
L'8 agosto dello stesso anno Bonino lancia insieme a Della Vedova e Tabacci il tesseramento che dovrà portare +Europa da cartello elettorale a soggetto politico; il congresso si è svolto dal 25 al 27 gennaio 2019. In un editoriale pubblicato su Rolling Stone Italia nell'ottobre del 2018 sostiene la necessità di difendere l'Unione europea.
Alle elezioni europee del 2019 viene candidata come capolista nella circoscrizione Italia centrale (+Europa - Italia in Comune e fa parte del "TeamEurope" dell'ALDE candidato alla presidenza della Commissione europea: come capolista raccoglie 48.539 preferenze e risulta essere la più votata tra i candidati della sua lista, ma il suo partito si ferma al 3,1%, non superando la soglia minima d’accesso.
Il 10 settembre 2019 vota no alla fiducia del Governo Conte II. Nel discorso con cui annuncia la sua posizione, comunque contraria alla fiducia rispetto al governo Conte-bis, lascia intravedere una certa apertura ad eventuali sviluppi, affermando "Io sono disposta a cambiare idea". Il 19 gennaio 2021 vota di nuovo la sfiducia al governo Conte II.
Il 21 settembre Il Fatto Quotidiano pubblica un'intervista, in cui Bonino precisa la sua posizione rispetto alla partecipazione al governo in carica, affermando: "Anche dopo tentativi di avere dei colloqui non ho avuto risposte di alcun tipo".
A gennaio 2020 è tra i 71 senatori firmatari per il referendum contro il taglio dei parlamentari.
Il 17 novembre 2020 i parlamentari di +Europa e Azione comunicano l'unione delle rispettive rappresentanze parlamentari in un'unica componente nel Gruppo misto al Senato (+Europa/Azione) e Camera (Azione/+Europa/Radicali Italiani). L'intento, scrivono, è quello di rafforzare l'azione politica di opposizione per una più incisiva critica al governo Conte II, che sia severa ma sempre costruttiva, mossa da posizioni europeiste e liberaldemocratiche antitetiche a quelle del blocco sovranista.
Il 14 marzo seguente, in occasione dell'assemblea di +Europa, annuncia il proprio addio al partito per dei dissidi interni, ventilando anche l'ipotesi di dimettersi da senatrice, mentre Benedetto Della Vedova, diventato da poco sottosegretario agli Esteri nel Governo Draghi, si dimette da segretario. Il 18 luglio, durante il congresso di +Europa, annuncia il ritorno nel partito.
Nell'ottobre 2021 difende i diritti LGBT in seguito alla bocciatura della legge Zan.

### Mancata rielezione al Senato e al Parlamento europeo
Alle elezioni politiche anticipate del 2022, dopo la rottura con Carlo Calenda per la sua decisione di rompere con la coalizione di centro-sinistra, trova un accordo con il segretario del PD Enrico Letta e viene ricandidata al Senato nel collegio uninominale Lazio - 02 (Roma Municipio XIV), sostenuta dal centro-sinistra in quota +Europa dove sfiderà proprio Calenda, oltreché come capolista di +Europa nei collegio plurinominale Campania - 01, Lazio - 01, Lombardia - 02, Piemonte - 01 e Veneto - 01. Tuttavia, non risulta eletta, essendo stata sconfitta nel collegio uninominale dalla candidata del centro-destra Lavinia Mennuni (36,30% contro 33,21%), mentre al plurinominale al Senato +Europa riceve 810.441 voti (2,94%), non superando per poco la soglia di sbarramento fissata al 3%.
Nel dicembre 2022 si è dimessa dall'Advisory board di "Fight Impunity" immediatamente dopo che si è diffusa la notizia dell'incarcerazione del fondatore e presidente Antonio Panzeri nell'ambito del caso divenuto noto come Qatargate.

### Elezioni europee del 2024
Nell'aprile del 2024, in occasione delle elezioni europee, Bonino annuncia la propria candidatura per la lista di scopo Stati Uniti d'Europa (costituita da +Europa, Italia Viva, LibDem, Radicali Italiani, Partito Socialista Italiano e Italia C'è) come capolista nella circoscrizione nord-occidentale, e in seconda posizione nella circoscrizione centrale. A seguito degli scrutini la lista risulta inferiore alla soglia di sbarramento del 4%, portando quindi Bonino a non essere eletta quale parlamentare pur avendo raccolto circa 30.000 preferenze nella circoscrizione centrale e quasi 46.000 nella nord-occidentale.
Il 21 luglio seguente l'Assemblea nazionale di +Europa elegge Emma Bonino Presidente del partito, a seguito dell'elezione svoltasi a scrutinio segreto con l'80% delle preferenze (contro il 20% di Diana Severati), sostituendo Manuela Zambrano che aveva assunto ad interim la carica lasciata da Federico Pizzarotti, dimessosi dopo l'assemblea nazionale del 13-14 aprile.

## Vita privata
Emma Bonino, riservata sulla propria vita personale, ha rivelato nel 2006 che negli anni '70 ha avuto in affidamento due bambine: Aurora e Rugiada. Ha vissuto per trent'anni in una casa nel rione romano di Trastevere.
Ha avuto due relazioni sentimentali con i militanti radicali Marcello Crivellini e Roberto Cicciomessere.
Il 12 gennaio 2015, dai microfoni di Radio Radicale, ha annunciato di avere un tumore al polmone sinistro che l'ha costretta a un ciclo di chemioterapia, comunicando inoltre che non avrebbe abbandonato l'attività politica. Il 21 maggio dello stesso anno ha annunciato dalla stessa emittente il buon andamento della terapia e la scomparsa di ogni evidenza di cancro, precisando poi che non si è trattato di guarigione definitiva e sicura, ma di remissione. Nell'ottobre 2023 a Belve ha annunciato di essere guarita dal tumore dopo otto anni.
A ottobre 2024 viene ricoverata a Roma per problemi respiratori. Dimessa dopo una settimana, il 5 novembre riceve a sorpresa la visita di Papa Francesco, suo storico amico.

## Opere
- "Africa addio? La speranza è a Città del Capo" di Giovanni Negri (Ideazione, 1997). Prefazione di Emma Bonino.
- "Corea del Nord. Fame e atomica" di Pierre Rigoulot (Guerini e associati, 2004). Prefazione di Emma Bonino.
- "Approvvigionamenti in India" di Guido Nassimbeni e Marco Sartor (Il Sole 24 ore, 2006). Prefazione di Emma Bonino.
- "Cittadine del Mediterraneo. Il Marocco delle donne" di Rita El Khayat (Castelvecchi, 2009). Prefazione di Emma Bonino.
- "La Chiesa del No. Indagine sugli italiani e la libertà di coscienza" di Marco Politi (Mondadori, 2009). Prefazione di Emma Bonino.
- "Pensionata sarà lei - Le donne, la parità e la crisi economica" (Rubbettino editore, marzo 2009). Curato da Emma Bonino.
- "Alfabeto Bonino" (Bompiani editore, marzo 2010). Scritto da Emma Bonino e Cristina Sivieri Tagliabue.
- "I doveri della libertà" (Laterza editore, novembre 2011). Scritto da Emma Bonino e Giovanna Casadio.
- "L'eredità di Antigone. Storie di donne martiri per la libertà" di Riccardo Michelucci (Odoya edizioni, 2013). Prefazione di Emma Bonino.

## Riconoscimenti
Per le sue battaglie politiche ha avuto numerosi riconoscimenti:
- "Premio Principe delle Asturie per la cooperazione internazionale" (Spagna, 1998)[93]
- "Personalità Europea dell'Anno" (1996) da parte della rivista cattolica francese "La vie"
- "Comunicatore europeo dell'anno" (1997) da parte della rivista inglese "PR Week"
- "Premio Nord-Sud" (1999) del Consiglio d'Europa
- "Gonfalone d'Argento" (2002) dalla regione Toscana per la sua attività di promozione dei diritti umani, in special modo contro la pena di morte.
- "Premio Presidente della Repubblica" (2003) per il suo impegno nella promozione dei diritti umani e civili nel mondo
- "Premio Campione 2003" per l'integrazione
- "Open Society Prize 2004"
- "Prix Femmes d'Europe 2004" per l'Italia.
- "Premio Galileo 2000" (2005) per il suo grande contributo alla pace internazionale
- "Gay Village Award" al politico eterosessuale più amato (2011)[94]
- "Premio America" (2013) della Fondazione Italia USA
- "Fred Cuny Award for the Prevention of Deadly conflict" (2015) dello International Crisis Group[54]
- "Premio Art.3" (2016) della Associazione Art.3 (www.art3.it)
- "Premio Cavaliere d'Oro" (2023) per l'impegno alla lotta contro le discriminazioni e in difesa dei diritti umani.[95]